# カルネアデス

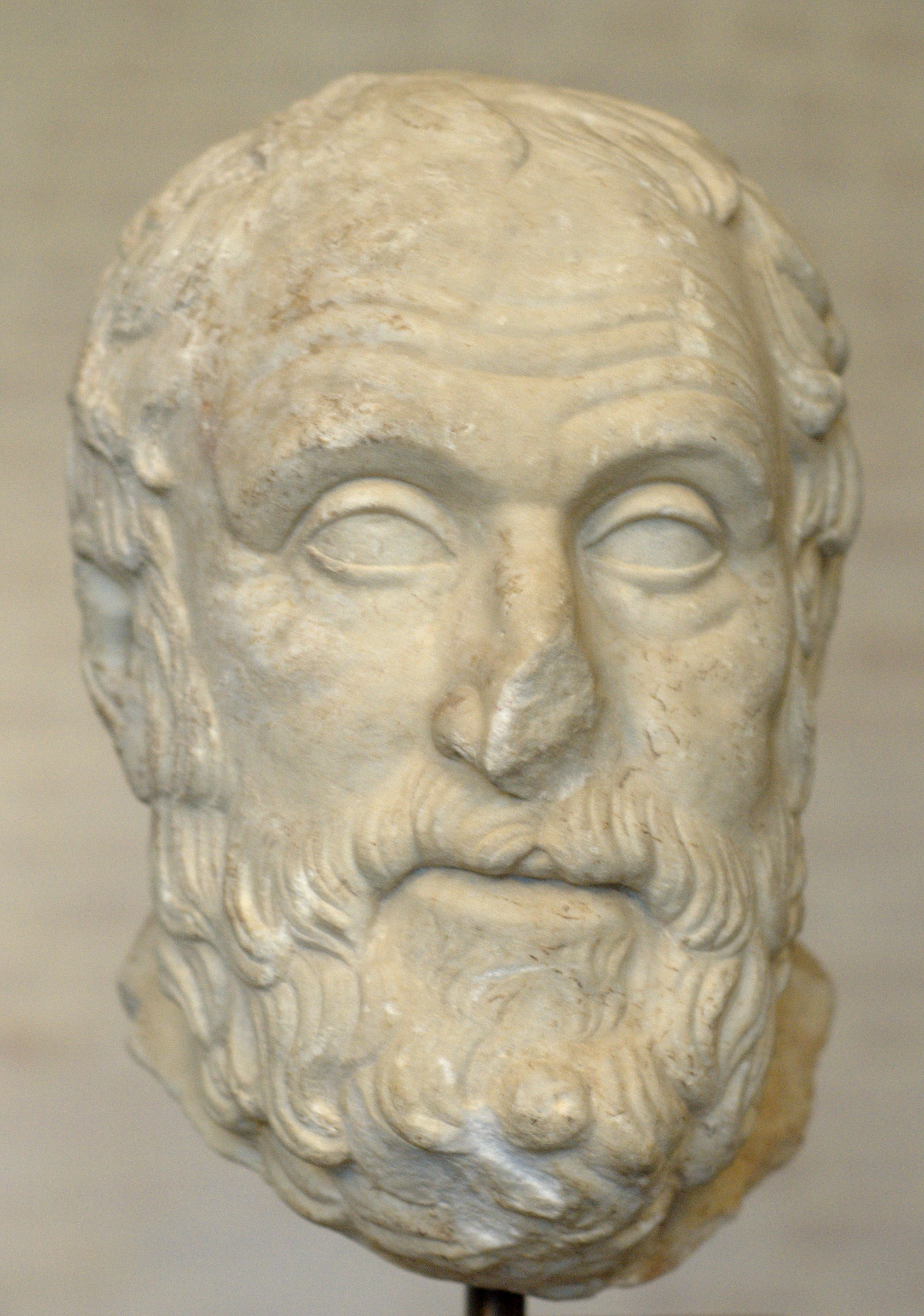
アテナイのアゴラに存在したカルネアデス像をローマ時代に復元したもの（紀元前150年頃）。グリュプトテーク（ドイツ・ミュンヘン）。

カルネアデス（古代ギリシャ語: Καρνεάδης, ラテン文字転写: Karneádēs, 英語: Carneades, 紀元前214年 - 紀元前129年）は、古代ギリシア・ヘレニズム期の哲学者。「カルネアデスの板」という問題を出したことで知られる。
キュレネで生まれ、アテナイのアカデメイアで哲学を学んだ。アカデメイアの学頭となり、急進的な懐疑主義（蓋然主義ともいわれる）の立場からストア派を攻撃した。著作はないが、弟子のクレイトマコスなどによって伝えられている。
紀元前155年、ペリパトス派のクリトラオス、ストア派のディオゲネスとともにローマを訪れ、ローマ哲学の嚆矢となった。

## 外部リンク

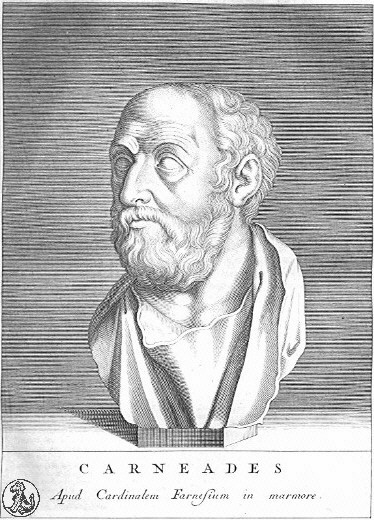
カルネアデス（古代に存在した像の復元イメージ）